# Мариане Фриц
Мариане Фриц (на немски: Marianne Fritz) е австрийска писателка, автор на романи.

## Биография
Родената в Щирия Мариане Фриц след обучение за офис-служители полага матура. Живее при скромни условия във Виена и работи като писателка на свободна практика, материално зависима от стипендии.
Избягва обществени изяви и извън нейното литературно творчество за живота ѝ се знае малко. През 70-те години се омъжва за писателя Волфганг Фриц.
Мариане Фриц умира на 1 октомври 2007 г. на 57-годишна възраст от левкемия.
През 2014 г. във виенския окръг Нойбау е открит парк на името на Мариане Фриц.

## Награди и отличия
- 1978: Robert-Walser-Preis
- 1979: Förderungspreis der Stadt Wien für Literatur
- 1983-85: Elias-Canetti-Stipendium der Stadt Wien
- 1986: „Рауризка литературна награда“
- 1988: „Литературна награда на провинция Щирия“
- 1989: „Австрийска държавна награда за литература“
- 1990: Robert-Musil-Stipendium des österreichischen Bundesministeriums für Unterricht, Kunst und Sport
- 1990: Förderungspreis zum österreichischen Würdigungspreis für Literatur
- 1994: „Литературна награда на Виена“
- 1998: „Австрийска награда за художествена литература“
- 1999: „Награда Петер Розегер“
- 2001: „Награда Франц Кафка“